# Komora gorąca
Komora gorąca – miejsce przeznaczone do wykonywania operacji na materiałach silnie radioaktywnych. W komory gorące wyposażane są m.in. ośrodki badań jądrowych, laboratoria radiochemiczne oraz laboratoria medycyny nuklearnej, w tym pracownie związane z medycznym wykorzystaniem radioizotopów i obrazowaniem medycznym.